# Campeonato Mundial de Tenis de Mesa por Equipos de 2018
El Campeonato del Mundo por equipos de Tenis de Mesa 2018 se disputó en Halmstad, Suecia desde el 29 de abril hasta el 6 de mayo de 2018.

## Medallero
| Evento    | Oro   | Plata    | Bronce          |
| --------- | ----- | -------- | --------------- |
| Masculino | China | Alemania | Suecia          |
| Masculino | China | Alemania | Corea del Sur   |
| Femenino  | China | Japón    | Hong Kong       |
| Femenino  | China | Japón    | Corea unificada |

## Medallistas
| Evento                      | Oro                                                        | Plata                                                                                        | Bronce |
| --------------------------- | ---------------------------------------------------------- | -------------------------------------------------------------------------------------------- | --- |
| Equipos masculinos Detalles | China Fan Zhendong Lin Gaoyuan Ma Long Wang Chuqin Xu Xin  | Alemania · Timo Boll · Ruwen Filus · Patrick Franziska · Dimitrij Ovtcharov · Bastian Steger | Corea del Sur Jang Woo-jin Jung Young-sik Kim Dong-hyun Lee Sang-su Lim Jong-hoon                                            |
| Equipos masculinos Detalles | China Fan Zhendong Lin Gaoyuan Ma Long Wang Chuqin Xu Xin  | Alemania · Timo Boll · Ruwen Filus · Patrick Franziska · Dimitrij Ovtcharov · Bastian Steger | Suecia · Anton Källberg · Kristian Karlsson · Mattias Karlsson · Truls Moregårdh · Jon Persson                               |
| Equipos femeninos Detalles  | China Chen Meng Ding Ning Liu Shiwen Wang Manyu Zhu Yuling | Japón Hina Hayata Miu Hirano Kasumi Ishikawa Mima Ito Miyu Nagasaki                          | Hong Kong Doo Hoi Kem Lee Ho Ching Mak Tze Wing Ng Wing Nam Soo Wai Yam Minnie                                               |
| Equipos femeninos Detalles  | China Chen Meng Ding Ning Liu Shiwen Wang Manyu Zhu Yuling | Japón Hina Hayata Miu Hirano Kasumi Ishikawa Mima Ito Miyu Nagasaki                          | Corea unificada Cha Hyo-sim Choe Hyon-hwa Jeon Ji-hee Kim Ji-ho Kim Nam-hae Kim Song-i Seo Hyo-won Yang Ha-eun Yoo Eun-chong |

## Resultados
Resultados masculinos del Campeonato del mundo por equipos de Tenis de Mesa 2018

Resultados femeninos del Campeonato del mundo por equipos de Tenis de Mesa 2018